# Spinetta Jade
Spinetta Jade fue una banda de jazz rock argentina liderada por Luis Alberto Spinetta durante la parte final de su llamado "proyecto jazzero". Tuvo diversas formaciones, en todas las cuales estuvieron el propio Spinetta y Pomo Lorenzo en batería. En uno de los teclados se sucedieron Juan del Barrio, Leo Sujatovich y el Mono Fontana. En el otro teclado se sucedieron Lito Vitale y Diego Rapoport, hasta que la banda dejó de tener dos teclados. En el bajo se sucedieron Pedro Aznar, Beto Satragni, Frank Ojstersek, César Franov y Paul Dourge. En la última formación se suma también Lito Epumer en guitarra.
Spinetta Jade actuó durante 1980 y 1981 paralelamente a Almendra, la banda inicial de Spinetta, cuando se produjo su reencuentro en esos años.
Grabó cuatro álbumes. El tercero de ellos, Bajo Belgrano ha sido incluido por la revista Rolling Stone, en la lista de los 100 mejores álbumes de rock argentino, en el número 69. Entre las canciones de la banda, dos han sido consideradas entre las 100 mejores de la historia del rock argentino, "Maribel se durmió" (número 79 para la revista Rolling Stone y MTV) y "Resumen porteño"(número 70 en la encuesta del sitio Rock.com.ar).

## Historia

### Antecedentes: banda Spinetta
En 1977, posterior a la disolución de Invisible, Luis Alberto Spinetta formó una banda con Diego Rapoport, Osvaldo López y Machi Rufino y grabaron el álbum A 18' del sol, con un estilo musical más enfocado a la fusión jazz. Aquí comienza la relación musical de Spinetta cada vez más frecuente con músicos de jazz. A fines de ese mismo año, se hace rodear de una alineación más sólida conformada por Ricardo Sanz en bajo, Luis Ceravolo en batería, Eduardo Zvetelman en los teclados y por primera vez instrumentos de viento a cargo de Bernardo Baraj y Gustavo Moretto. Alineación recordada principalmente por haber dado una serie de recitales en abril de 1978 presentando un repertorio conformado por temas que quedaron inéditos: Tríptico del eterno verdor, Covadonga, Las alas del grillo, Estrella gris, El Turquito, Bahiana split y Los espacios amados. Esta última, le daría nombre al álbum truncado que incluiría dicho repertorio.
A principios de 1979, la banda ya había sufrido otra modificación y habían adoptado el nombre de Experiencia Demente. Con Gustavo Bazterrica, Luis Cerávolo en batería y Rinaldo Rafanelli, presentaron canciones como Pájaros de la fe, El sueño de Chita y un antecedente de Viento celeste. Pero dicho proyecto sería abortado tan pronto y Spinetta viaja a Estados Unidos a grabar Only love can sustain, cuyos interludios titulados "Jade", darían a Spinetta la idea para el nombre de su próxima banda, al volver a la Argentina.

### Aparece Spinetta Jade
La primera formación de Spinetta Jade estuvo integrada por el propio Spinetta (guitarra y voz), Juan del Barrio (teclados) -propuesto por Pomo, que venía de M.I.A. y Sr. Zutano-, Lito Vitale (teclados) -que también venía de M.I.A.-, Pedro Aznar (bajo) -que estaba en Seru Giran- y Pomo Lorenzo (batería) -que venía de Sr. Zutano y había integrado Invisible y con Spinetta arma inicialmente la banda.
La banda traía la novedad de tocar con dos teclados, algo inusual en el medio musical argentino y representaba una evolución en el sonido jazz rock que venía trabajando Spinetta desde 1976, con el fin de imprimirle un giro hacia la canción y el pop.
Al comienzo de Spinetta Jade, Spinetta estaba también ocupado con el regreso de Almendra, con la que estaba preparando el álbum El valle interior, y era consciente de que se trataba aún de una formación provisoria. Por esa razón Aznar y Vitale integraron la formación inicial como músicos invitados para el debut, el 3 de mayo de 1980, en el Estadio Obras Sanitarias.
Un mes después, Lito Vitale se retiró de la banda y en su lugar ingresó Diego Rapoport, quien desempeñó un papel de gran importancia hasta 1982, al punto que Spinetta ha dicho que "la célula madre del proyecto fue Spinetta-Rapoport". Con esta nueva formación se presentan en el teatro Ópera el 3 de junio de 1980. Por último Beto Satragni ingresó en lugar de Pedro Aznar, así anticiparon su primer álbum que saldría en el mes de octubre.

### Superconcierto: Serú Girán y Spinetta Jade
En septiembre regresaron al Estadio Obras Sanitarias, que empezaría a ser llamado "la catedral del rock", para realizar un concierto junto a Serú Girán, el supergrupo integrado por Charly García, Pedro Aznar, David Lebón y Oscar Moro. Charly García y Spinetta eran por entonces los dos máximos exponentes del "rock nacional" argentino, y solían ser presentados como dos figuras enfrentadas. El recital conjunto fue considerado como «el evento musical del año». Era un hecho histórico que García y Spinetta, con dos grupos de semejante magnitud, estuvieran simultáneamente en el escenario. Pocos meses antes se había publicado el primer número de la revista Hurra con un título de tapa que decía: "Charly Garcia vs. Louis Al Spinetta ¿El rock es un partido de fútbol?".
El show comenzó con Spinetta cantando el tema de Sui Generis, Cuando ya me empiece a quedar solo. Luego, de la oscuridad, surgió Charly García acompañando con el piano y coros el tema Qué ves el cielo. Bajo un clima enfervorizado, Lebón interpretó "Música del alma". A continuación subieron Pedro Aznar y Oscar Moro, completando el elenco de Serú Giran, que desarrolló una actuación contundente y fue largamente ovacionado por la gente.
Luego fue el turno de Spinetta, Pomo, Satragni y Rapoport y Del Barrio. La actuación de Spinetta Jade fue muy aplaudida, pese a su difícil estilo. Fue notorio el esfuerzo de Spinetta por lograr mayor simpleza en su música, para que el público pudiera entender su mensaje.
El recital cerró con los dos grupos sobre el escenario interpretando Cristálida -un clásico de Pescado Rabioso al que perteneció Lebón- y El mendigo en el andén. El bis final correspondió a Despiértate nena, un tema de Spinetta que en Pescado Rabioso cantaba David Lebón. Las palabras finales fueron de Spinetta:

Gracias, esto fue todo. Sin camelos, sin demagogias, esto quiere decir que algo de unión hay.
Luis Alberto Spinetta

### Alma de diamante
Alma de diamante fue el primer álbum de Spinetta Jade. Fue grabado en septiembre de 1980 y lanzado al mes siguiente. La banda formó con Spinetta (guitarra y voz), Pomo Lorenzo (batería), Juan del Barrio (teclados), Diego Rapoport (teclados) y Beto Satragni (bajo).
El álbum fue compuesto bajo la inspiración poética de la obra del antropólogo Carlos Castaneda, relacionada con el chamanismo y tiene dos canciones, "Dale gracias" («recuerda que un guerrero no detiene jamás su marcha») y Con la sombra de tu aliado (el aliado) («en el desierto ves la verdad»), que se refieren a la obra del autor de Las enseñanzas de Don Juan. El álbum incluye también el tema Alma de diamante, una de las canciones más famosas de la banda y del propio cancionero spinetteano y La diosa salvaje, nombre que le pondría años después, al estudio de grabación que instalaría en su casa, luego de enfrentarse a las grandes compañías discográficas. Spinetta eligió dos canciones de este álbum para su megarrecital Spinetta y las Bandas Eternas de 2009: Alma de diamante y Sombras en los álamos.

### Los niños que escriben en el cielo
El creciente éxito de la banda se vio frenado momentáneamente por el segundo retorno de Almendra y la posterior gira nacional que culminó en el Festival de La Falda, el 15 de febrero de 1981.
Pero a mitad de ese año grabaron la segunda placa, Los niños que escriben en el cielo (1981). La banda había cambiado en la formación y el sonido: entra Leo Sujatovich en teclados en reemplazo de Juan del Barrio y Frank Ojstersek en el bajo en lugar de Beto Satragni, a la vez que el sonido se orienta más hacia el pop, aunque continúan las atmósferas cuidadas y el uso de sintetizadores.
El álbum ya había sido anticipado en el festival Prima Rock, el 21 de septiembre de 1981 en Ezeiza, donde la banda tocó algunos temas de su futuro disco (El hombre dirigente, Contra todos los males de este mundo, Nunca me oíste en tiempo y Umbral) y fue oficialmente presentado el 5 de diciembre de 1981 en el Estadio Obras Sanitarias.
Cuenta con diez temas, todas canciones, contra siete temas del álbum anterior. "La temática es más clara y los temas más frescos", decía Rapoport en aquel momento, en tanto que Spinetta señalaba que "la intención era hacer un disco más rápido" y que por eso había cuatro temas up-tempo contra solo dos en Alma de diamante. Entre los temas se destacan Sexo, influido por la perspectiva del poder de Castaneda, No te busques ya en el umbral y Nunca me oiste en tiempo.

### Bajo Belgrano
A partir de 1982 las presentaciones de esta banda se volvieron más esporádicas debido al trabajo solista de Spinetta, que editó Kamikaze ese mismo año. 
En noviembre de 1982 Spinetta Jade se presenta en el Festival Buenos Aires Rock IV en el Estadio Obras Sanitarias, con nueva formación: César Franov, con 17 años, había reemplazado a Frank Ojstersek, a la vez que Diego Rapoport deja la banda. El grupo de ese modo dejó los dos teclados que lo habían caracterizado desde su creación y pasó a ser un cuarteto: Spinetta (guitarra y voz), Leo Sujatovich (teclados), Pomo Lorenzo (batería) y César Franov (bajo).
En diciembre de 1983, Spinetta realiza un recital en el Teatro Coliseo, para presentar simultáneamente dos álbumes, Mondo di cromo, su sexto trabajo solista, y Bajo Belgrano, el tercer álbum de Spinetta Jade. Spinetta, que se quedó sin voz por el esfuerzo, dice que fue uno de los peores recitales de su vida.

### Madre en años luz
A finales de 1984, Spinetta Jade lanzó su cuarta placa: Madre en años luz. Un disco diferente a lo hecho antes por el grupo. Esta vez, Pomo Lorenzo casi no tiene participación en el disco, ya que Spinetta decide reemplazar su batería por máquinas de ritmo y los temas se tornan un poco más al synth pop. Spinetta ahora estaría acompañado por Juan Carlos "Mono" Fontana (teclados) ―que después lo acompañaría casi 10 años en su carrera solista―, Lito Epumer (guitarra), y los ya «antiguos» del grupo, César Franov (bajo) y Pomo (batería). El título del álbum es un homenaje a Madre Atómica, una banda de los años '70 que integraron Fontana, Epumer y Pedro Aznar.
En el disco se destacan temas como "Camafeo" (usado posteriormente como jingle de la radio Rock & Pop), "Entonces es como dar amor", "Ludmila" y "Diganlé". El material fue tocado en vivo por primera vez en los conciertos organizados por la Municipalidad de Buenos Aires en las Barrancas de Belgrano, en el verano de 1985, con Pedro Aznar como invitado y ante 20.000 personas. La presentación oficial de este trabajo discográfico se realizó en el Luna Park, en mayo de ese año sumando al nuevo y último integrante de la banda: Paul Dourge en bajo y minimoog. Paul Dourge, también exintegrante de Madre Atómica y del cuarteto de Lito Epumer reemplazó a César Franov. Durante ese año se presentaron en distintos lugares del país, como el Estadio Chico de Quilmes, en Córdoba y en el Club Sportivo América de Rosario. Existe una grabación pirata de aquel concierto en el Sportivo de Rosario con lo que fuera la última formación de Jade.

La disolución de Jade fue una decisión dramática. Me di cuenta de que no podía continuar sobre el esquema en el que se estaba moviendo el grupo. No por la música que estábamos haciendo sino por que recibí una estocada mortal de parte de los otros músicos con respecto al Luna Park y todo lo que involucraba su participación económica en el concierto. Este bajón me obligó a separar el grupo después de una serie de actuaciones que ya tenía firmadas.
Luis Alberto Spinetta

## Alineaciones
|                       |                                    |                 |                |                            |                            |
| Alma de diamante      | Los niños que escriben en el cielo |                 | Bajo Belgrano  | Madre en años luz          |                            |
| 1980                  | 1981                               | 1982            | 1983           | 1984                       | 1985                       |
| Luis Alberto Spinetta |                                    |                 |                |                            |                            |
| B. Satragni           | Frank Ojstersek                    | Frank Ojstersek | César Franov   | César Franov               | P. Dourge                  |
| J. del Barrio         | Leo Sujatovich                     | Leo Sujatovich  | Leo Sujatovich |                            |                            |
| Héctor "Pomo" Lorenzo |                                    |                 |                |                            |                            |
| Diego Rapoport        | Diego Rapoport                     | Diego Rapoport  |                | Juan Carlos "Mono" Fontana | Juan Carlos "Mono" Fontana |
|                       |                                    |                 |                | Lito Epumer                |                            |

|  | Álbum editado |  | Voz y guitarra |  | Bajo |  | Teclado |

|  | Guitarra |  | Batería |  | Teclado 2 |

## Álbumes de estudio
| Año  | Álbum de estudio                                                                                | Canciones |
| ---- | ----------------------------------------------------------------------------------------------- | --- |
| 1980 | Alma de diamante - Primer álbum de Spinetta Jade - Discográfica: Ratón Finta                    | "Amenábar", "Alma de diamante", "Dale gracias", "Con la sombra de tu aliado (el aliado)", "La diosa salvaje", "Digital Ayatollah", "Sombras en los álamos"                                                                                              |
| 1981 | Los niños que escriben en el cielo - Segundo álbum de Spinetta Jade - Discográfica: Ratón Finta | "Moviola", "La herida de París", "El hombre dirigente", "Sexo", "Siguiendo los pasos del maestro", "Contra todos los males de este mundo", "Un viento celeste", "No te busques ya en el umbral (umbral)", "Influjo estelar", "Nunca me viste en tiempo" |
| 1983 | Bajo Belgrano - Tercer álbum de Spinetta Jade - Discográfica: Ratón Finta-Interdisc             | "Canción de Bajo Belgrano", "Vas a iluminar la casa", "Maribel se durmió", "Vida siempre", "Ping pong", "Mapa de tu amor", "Resumen porteño", "Era de uranio", "Cola de mono", "Viaje y epílogo"                                                        |
| 1984 | Madre en años luz - Cuarto álbum de Spinetta Jade - Discográfica: Interdisc                     | "Camafeo", "Entonces es como dar amor", "Amarilla flor", "Este es el hombre de hielo", "¿No ves que ya no somos chiquitos?", "Ludmila", "Enero del último día", "Mula alma", "Díganle"                                                                  |